# L'Ouragan de la vengeance

L'Ouragan de la vengeance (Ride in the Whirlwind) est un film américain réalisé par Monte Hellman, sorti en 1965.

## Synopsis
Pris pour des hors-la-loi, trois cowboys sont poursuivis par une milice civile auto proclamée.

## Fiche technique
- Titre : L'Ouragan de la vengeance
- Titre original : Ride in the Whirlwind
- Réalisation : Monte Hellman
- Scénario : Jack Nicholson
- Pays de production : États-Unis
- Format : Couleurs - 1,85:1 - Mono - 35 mm
- Images : Gregory Sandor (Eastmancolor)
- Musique : Robert Drasnin
- Genre : Western
- Durée : 82 minutes
- Date de sortie : 1965

## Distribution
- Jack Nicholson : Wes
- Millie Perkins : Abigail
- Cameron Mitchell : Vern
- Harry Dean Stanton : Blind Dick
- George Mitchell : Evan
- Rupert Crosse : Indian Joe
- Katherine Squire : Catherine
- John Hackett : Winslow
- Tom Filer : Otis
- B.J. Merholz : Edgar
- Brandon Carroll : Quint Mapes
- Peter Cannon : Hagerman
- William A. Keller : Roy

## Accueil
Selon Télérama : « Les procédés du western habituel, ses suspens truqués ont été soigneusement gommés. Les personnages ont retrouvé du même coup, presque spontanément, cette lenteur cinglante de crudité, de matérialité du vrai cinéma ».
D'après Monte Hellman lui-même, il a « essayé de montrer, avec un regard neuf, les réalités de l'Ouest américain et cinématographiquement parlant, de capturer la manière d'être, les sentiments, le rythme et le parler de l'Ouest ».